# Shinozuka Yoshio
Shinozuka Yoshio (jap. 篠塚 良雄; * November 1923 in der Präfektur Chiba; † 20. April 2014) war ein Mitglied der Einheit 731 der Kaiserlich Japanischen Armee während des Zweiten Japanisch-Chinesischen Krieges.
1939 trat er mit 15 Jahren in die Armee ein. Zwei Monate später wurde er der hauptsächlich für biologische Kriegsführung zuständigen Einheit 731 der Kwantung-Armee zugeteilt. Nach einer Grundlagenausbildung in Medizin, Hygiene und Infektionskunde war er mit der Aufzucht von Pestflöhen auf lebenden Ratten beschäftigt.
Mit 20 Jahren nahm er an der Vivisektion mehrerer mit Typhus infizierter Gefangener teil, die man zum Zwecke der Gewinnung möglichst frischer Gewebeproben lebend aufschnitt.
Im Gegensatz zu seinen Vorgesetzten, die sich vor der japanischen Niederlage nach Japan absetzten und später zum Teil wieder Führungspositionen einnahmen, wurde Shinozuka ein Jahr lang von den Chinesen gefangen gehalten und dann in China freigelassen. Aus Mangel an anderen Möglichkeiten schloss er sich der Volksbefreiungsarmee an und diente dort sechs Jahre, bis seine Vergangenheit ans Licht kam und er bis 1956 in einem Umerziehungslager interniert wurde. Danach kehrte er nach Japan zurück und arbeitete bis zu seiner Pensionierung in der Lokalverwaltung.
Bekannt wurde er nach dem Krieg dadurch, dass er sich im Gegensatz zu vielen anderen Beteiligten zu seiner Beteiligung an den Menschenversuchen bekannte, dies selbst als „sehr schwerwiegende Verbrechen gegen die Menschlichkeit“ bezeichnete und zugunsten der Opfer aussagte, so 1997 im Fall von 180 Chinesen, die von Japan Schadenersatz forderten. 1998 wollte er auf einer Friedenskonferenz in den Vereinigten Staaten und Kanada sprechen, beide Staaten verweigerten ihm jedoch als Kriegsverbrecher die Einreise.